# Keilir

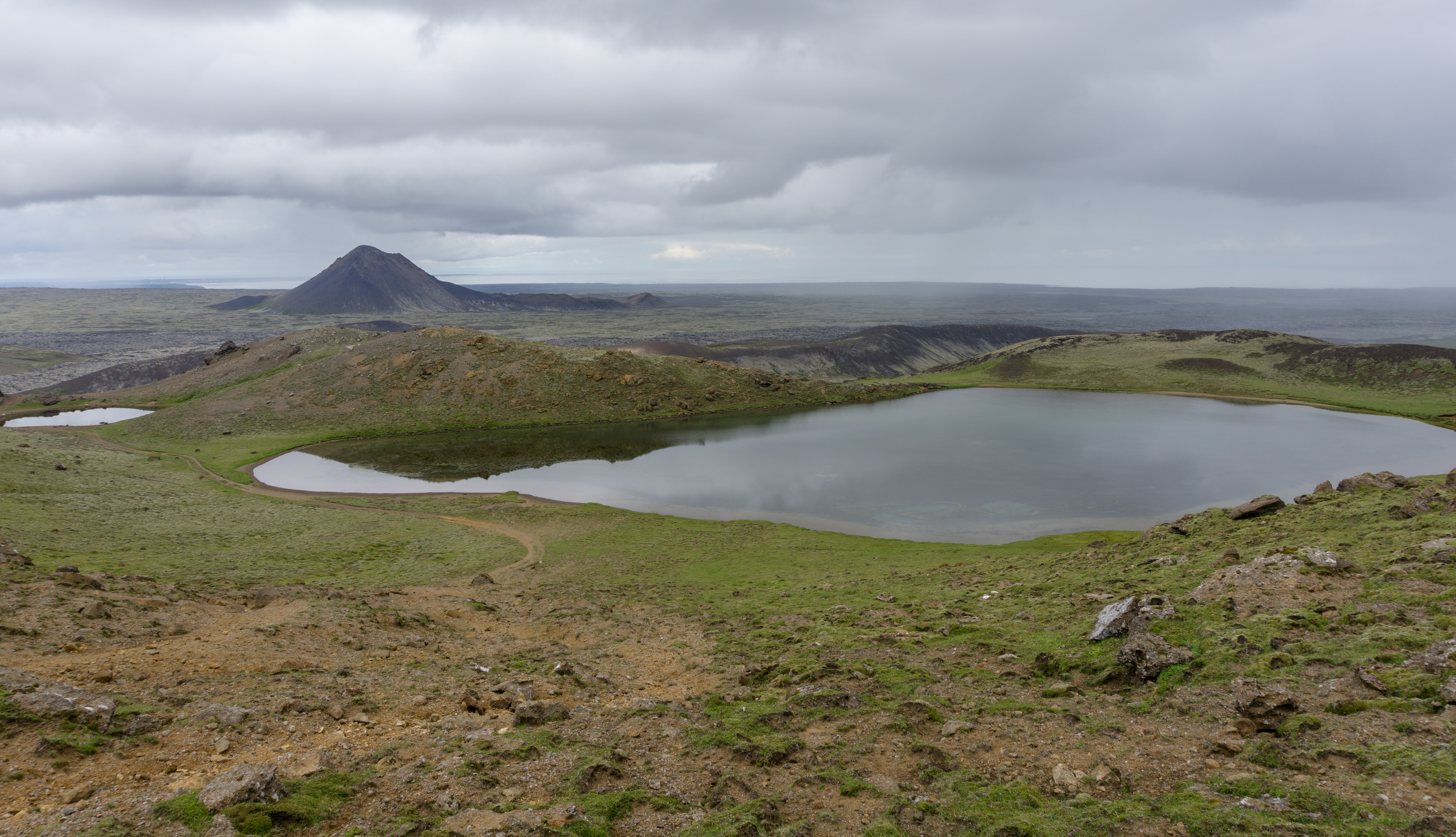
El Keilir desde el lago Spákonuvatn, ruta de senderismo de Reykjavegur

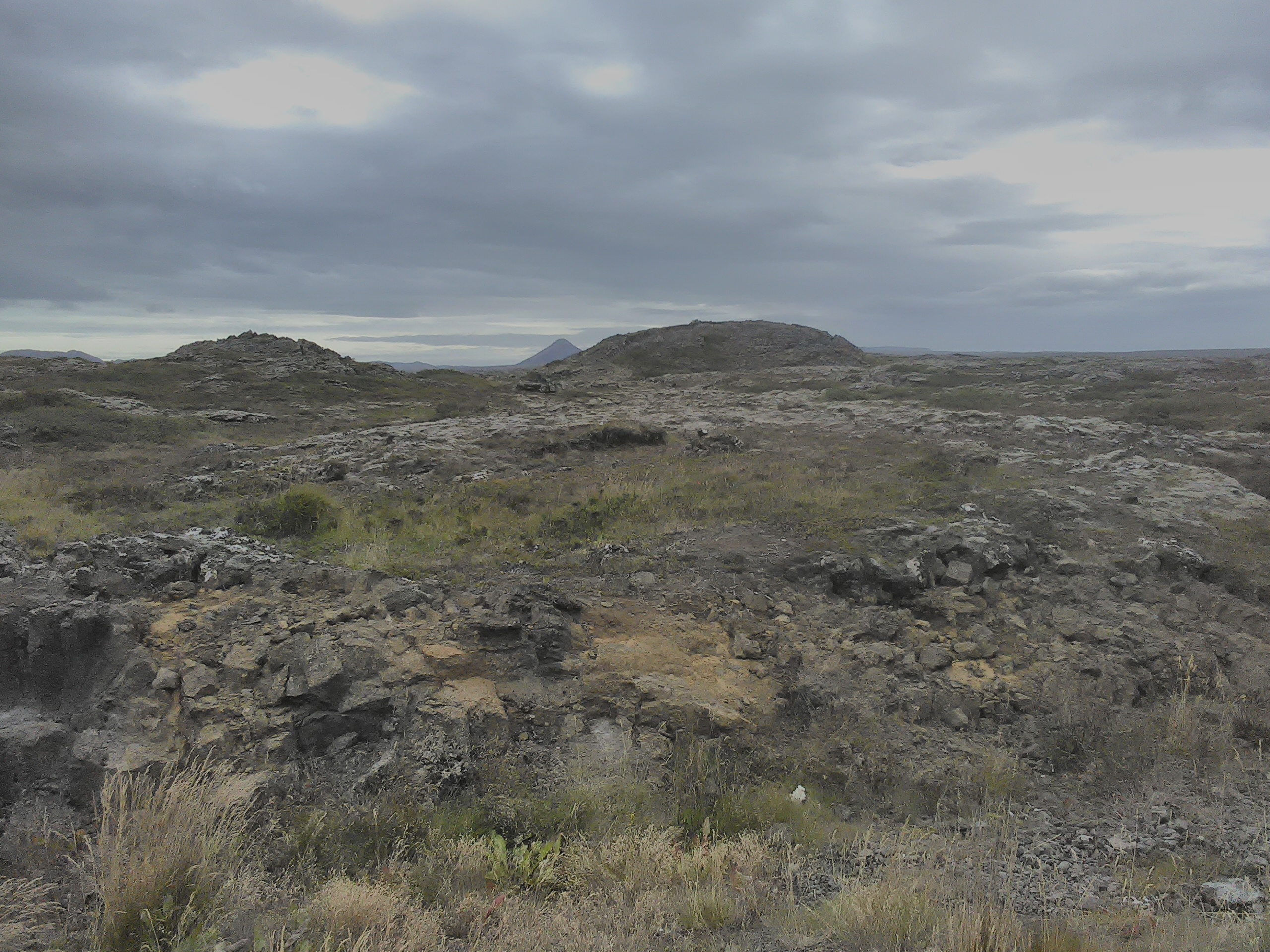
Vista remota de Keilir entre túmulos dentro del campo de lava de Hvassahraun (sistema volcánico Krýsuvík

El Keilir ( 378 m snm) es un montículo subglacial del Pleistoceno o quizás una tuya en la península de Reykjanes en Islandia. El área basal es 0,773 km², el área de la cumbre 0,004 km², el ancho basal 0,99 km, el ancho de la cumbre 0.07 km, el volumen 0.0362 km³. 
Se encuentra dentro del área del sistema volcánico Krýsuvík y Reykjanesfólkvangur. Se encuentra a unas 17 millas al suroeste de la ciudad capital, Reikiavik,
En marzo de 2021, la montaña comenzó a emitir terremotos seguidos de una erupción de lava de fisuras más al suroeste en Fagradalsfjall .

## 2021 Erupción volcánica del Keilir
El 3 de marzo de 2021, los científicos de Islandia informaron de varios días de actividad sísmica en la montaña. Dijeron que esto era una "fuerte señal" de que una erupción volcánica podría ser inminente. Sería la primera en la zona desde el siglo XII.
Después de semanas de temblores, una pequeña erupción de lava comenzó a fluir de una fisura el 19 de marzo de 2021.
La erupción se produjo en el fondo de un valle: estaba compuesta principalmente lava y gas de dióxido de azufre, y no se esperaba que afectase al tráfico aéreo ni a los núcleos de población.
Los científicos que estudiaban el área declararon que las erupciones pasadas del volcán se habían prolongado y se esperaba que siguiesen erupciones intermitentes durante unos 100 años. 
La península de Reykjanes es una parte de la cordillera del Atlántico medio que se extiende continuamente y que se encuentra permanentemente sobre el nivel del mar. La ubicación es de fácil acceso y se esperaba que los vulcanólogos estudiasen intensamente la erupción.

## Formación
El Keilir se formó durante la erupción de una fisura subglacial que se concentró al final en un respiradero. Excepto el cono, también algunas pequeñas colinas formadas subglacialmente al norte son el resultado de esta erupción.

### Erupciones bajo losglaciares weichselianosde la península de Reykjanes
La estratigrafía, al ser considerada en detalle, nos habla de las diferentes partes de esta erupción: La erupción descongeló el hielo del glaciar y formó un lago subglacial en el que el volcán siguió desarrollándose. El agua pronto tocó el magma dentro de la chimenea y provocó una actividad explosiva. La tefra se depositó en capas en el lago subglacial. Con el tiempo, la tefra formó una colina y una pequeña montaña alargada sobre la(s) chimenea(s). Cuando una erupción de este tipo se prolonga en el tiempo, al final el agua ya no llega a la(s) chimenea(s) y la lava comienza a fluir.
En la región superior del Keilir, hay un pequeño casquete de lava (área del casquete de lava 0,020 km²) que podría significar que la montaña volcánica es una tuya (la lava procede de erupciones subaéreas al final de la serie eruptiva) o tal vez sólo represente un tapón volcánico (la lava se enfrió y tapó el respiradero).
Se desconoce el espesor del hielo y el momento más exacto de la erupción en el caso del Keilir, solo que tuvo lugar durante el Pleistoceno ( Weichseliano ).

### Comparación con un cono de toba subglacial antártico
Smellie y otros científicos descubrieron recientemente un cono de toba subglacial monogénico similar dentro del hielo de la Antártida y pudieron determinar el grosor del hielo que cubría el respiradero durante la erupción. El cono antártico se encontraba bajo una capa de hielo polar y no bajo un glaciar templado como en el caso del Keilir. Además, el cono antártico es mucho más antiguo (unos 640.000 años), mientras que el Keilir tiene hasta 100.000 años. Y el cono de toba de Victoria Land, en la Antártida, está situado junto a complejos plutónicos graníticos conocidos y parece ser un cono parásito de un estratovolcán, mientras que el Keilir está situado junto a sistemas volcánicos actualmente activos y parece estar situado sobre el volcán en escudo Þráinskjöldur, aunque este último es más joven que la formación subglacial. Curiosamente, una tectónica similar, las zonas de rift, están detrás de ambas expresiones de vulcanismo: el Sistema de Rift de la Antártida Occidental por un lado, y en el caso del Keilir el Rift de Reykjanes como parte de las zonas de rift que cruzan Islandia. También son similares sus rocas: toba lapilli máfica (en islandés: móberg).

## Punto de referencia
Como la montaña es fácilmente reconocible desde lejos, por ejemplo desde Reikiavik, pero también desde el mar, fue utilizada como punto de referencia por pescadores y marineros durante muchos siglos

## Senderismo
Hay una ruta de senderismo que conduce a la montaña desde ENE. En la parte superior, se puede encontrar un libro de visitas dentro de una caja.
Desde la cima se puede disfrutar de una excelente vista de gran parte de la península de Reykjanes y de Faxaflói si hace buen tiempo.